# Bikinia pellegrinii
Bikinia pellegrinii är en ärtväxtart som först beskrevs av Auguste Jean Baptiste Chevalier, och fick sitt nu gällande namn av Jan Johannes Wieringa. Bikinia pellegrinii ingår i släktet Bikinia och familjen ärtväxter. Inga underarter finns listade i Catalogue of Life.